# Loxone
Die Loxone Electronics GmbH ist ein österreichisches Technologieunternehmen, das Produkte zur Gebäudeautomation entwickelt und vertreibt. Der Hauptsitz von Loxone, der Loxone Campus, befindet sich in Kollerschlag, Oberösterreich.

## Geschichte
Loxone wurde 2009 von Thomas Moser und Martin Öller im oberösterreichischen Kollerschlag gegründet. Sie bieten eine Komplettlösung im Bereich der Gebäudeautomation an. Die Firma hat nach eigenen Angaben Niederlassungen in den USA, der Volksrepublik China, Deutschland, im Vereinigten Königreich, Frankreich, Spanien, Tschechien, Polen, der Slowakei, Italien sowie der Schweiz und Belgien.
Laut Firma arbeiteten im November 2022 rund 550 Angestellte in über 20 Standorten für das Unternehmen.
Seit 2017 ist Rüdiger Keinberger Geschäftsführer des Unternehmens. Zuvor war er Vorstandsmitglied und Vorsitzender der Geschäftsführung für den Industrie-Bereich der Röchling Gruppe.
Im Oktober 2020 übernahm Loxone den deutschen Lautsprecherhersteller Quadral zur Erweiterung seiner Akustikkompetenzen, nachdem wenige Wochen zuvor der Audioserver von Loxone erstmals vorgestellt wurde.
Mitte September 2023 wurde der Loxone Campus eröffnet. Mit einem Investitionsvolumen von 70 Millionen Euro wurde ein neuer Firmensitz gebaut, der ein Restaurant, Hotel, Seminarzentrum, Logistikzentrum und Büro umfasst.

## Wirtschaft
Insgesamt erreichte die Loxone Group im Jahr 2018 einen Umsatz von 91 Millionen Euro.
Die Loxone Group gliedert sich in die drei Geschäftsbereiche Core Development & Strategy, Market Organizations und Competence Centers. Den Bereich Market Organizations bilden die Loxone-Tochtergesellschaften im Ausland.
Die Competence Center setzen sich aus verschiedenen, auf die Produktentwicklung spezialisierten, Unternehmenseinheiten zusammen:
- Loxone Smart Engineering GmbH
- Baudisch Electronic GmbH
- Loxone Multimedia GmbH
- EWORX Network & Internet GmbH
- Loxone Lighthouse GmbH
- Quadral GmbH

## Produkte

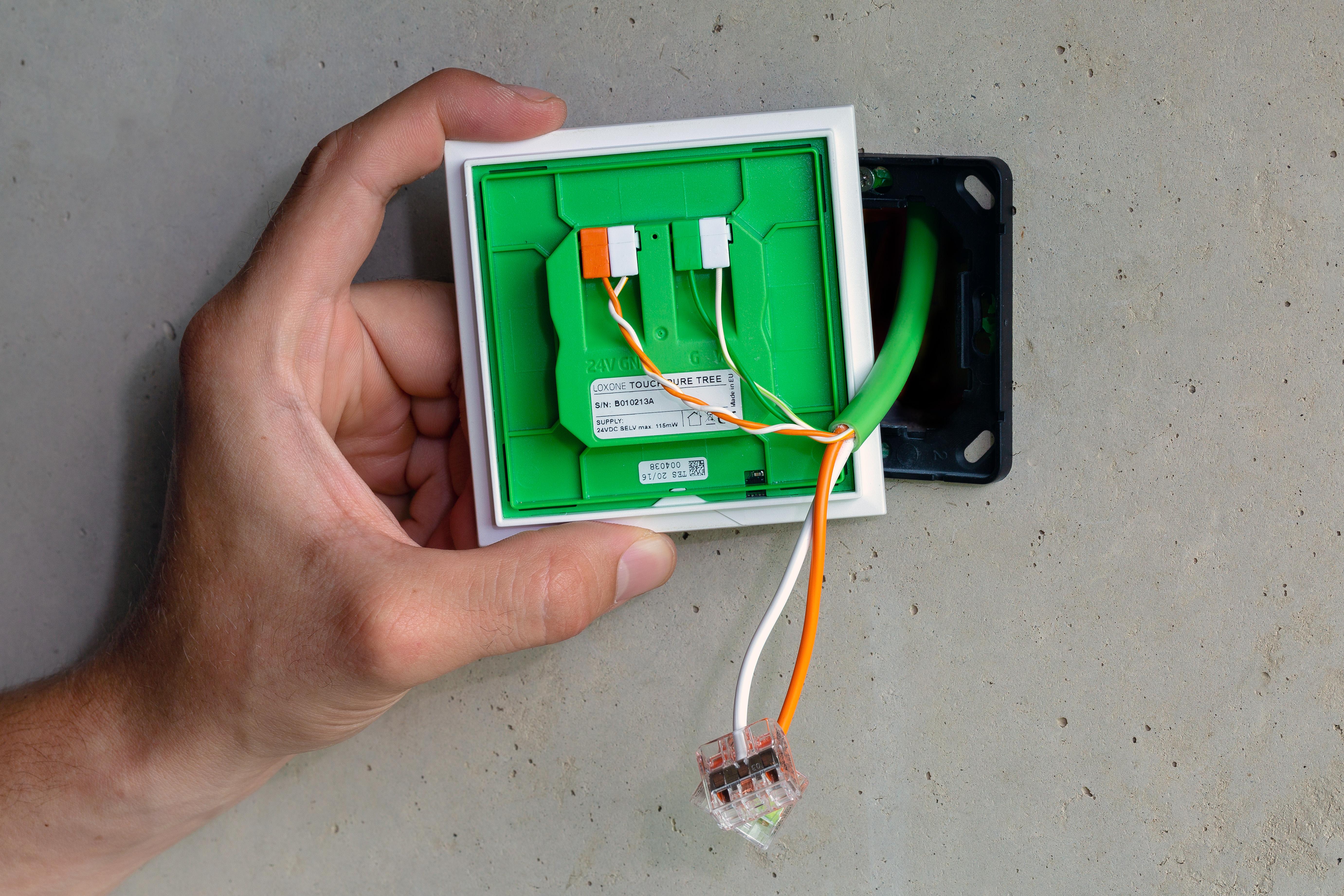
Beispiel für den Anschluss einer Komponente

Loxone entwickelt sowohl Hard- als auch Software für verschiedene Bereiche der Gebäudeautomation:
- Beschattung
- Beleuchtung
- Heizung & Klima
- Multimedia
- Energiemanagement
- Elektromobilität
- Ambient Assisted Living
- Wellness & Garten
- Zutritt & Sicherheit

Die Steuerung erfolgt dabei zentral über einen eigenen Server, Miniserver genannt.

## Auszeichnungen
- 2014: Jungunternehmerpreis Oberösterreich in der Kategorie Jungunternehmer als Jobmotor[13][14]
- 2015: Landespreis für Innovation OÖ in der Kategorie mittlere Unternehmen[15][16]
- 2015: Pegasus-Preis in der Kategorie Das starke Rückgrat[17][18]
- 2016: Henri. Der Freiwilligenpreis. in der Kategorie Mittlere Unternehmen 51 bis 250 Mitarbeiter[19]
- 2016: Oberösterreichischer Preis für Regionalität in der Kategorie Dienstleistung/Handel[20]
- 2016: Austria’s Leading Companies 2016 in der Kategorie goldener Mittelbau[21]
- 2017: Pegasus-Preis in der Kategorie Das starke Rückgrat[22]
- 2017: Hermes Wirtschaftspreis in der Kategorie Handels-Unternehmen[23]
- 2020: Callwey Award für das Produkt des Jahres in der Kategorie Smarthome[24][25]